# جاين ويست
جاين ويست (من مواليد إيليف ، 1758-1852) ، التي نشرت ك Prudentia Homespun والسيدة West ، كانت روائية وشاعرة وكاتبة مسرحية وكاتبة في الأدب والسلوك التربوي.

## حياتها
كان والدا جاين ويست هما جاين وجون إيليف. ولدت في لندن ، رغم أن العائلة انتقلت إلى ديسبورو في نورثهامبتونشاير عندما كانت في الحادية عشرة من عمرها. في عام 1800 ، كتبت إلى رجل الخطابات توماس بيرسي ، أسقف درومور ، بحثًا عن رعايته ووصفت نفسها بأنها علمية وتهتم بالشعر منذ سن مبكرة. بحلول عام 1783 كانت متزوجة من توماس ويست (توفي عام 1823)، وهو مزارع من جزيرة ليتل بودين في ليسترشاير. كان لديهم ثلاثة أبناء: توماس (1783-1843) ، جون (1787-1841) ، وإدوارد (1794-1821). استفادت جاين ويست من التعارف مع الأسقف بيرسي ، الذي زارته في عام 1810 ، على الرغم من أن روابطها الأدبية لم تكن واسعة. كانت تتحدث مع سارة تريمر وكتبت سلسلة من القصائد في مدح الكتابات من النساء: تريمر ، إليزابيث كارتر ، شارلوت تيرنر سميث ، التي زارتها في أيرلندا وآنا سيوارد.